# Polo aquático nos Jogos Olímpicos de Verão de 2008
Os torneios de pólo aquático nos Jogos Olímpicos de Verão de 2008 foram disputados entre 10 e 24 de agosto. As partidas realizaram-se no Parque Aquático Yingdong em Pequim, na China.

## Calendário
| Agosto        | 6 | 7 | 8 | 9 | 10 | 11 | 12 | 13 | 14 | 15 | 16 | 17 | 18 | 19 | 20 | 21 | 22 | 23 | 24 |
| ------------- | - | - | - | - | -- | -- | -- | -- | -- | -- | -- | -- | -- | -- | -- | -- | -- | -- | -- |
| Polo aquático |   |   |   |   |    |    |    |    |    |    |    |    |    |    |    | 1  |    |    | 1  |

|  | Dia de competição |  | Dia de final |

## Eventos
Dois eventos da modalidade distribuirão medalhas nos Jogos:
- Torneio masculino (12 equipes)
- Torneio feminino (8 equipes)

## Medalhistas
| Evento             | Ouro | Prata | Bronze |
| ------------------ | --- | --- | --- |
| Masculino detalhes | Zoltán Szécsi Tamás Varga Norbert Madaras Dénes Varga Tamás Kásás Norbert Hosnyánszky Gergely Kiss Tibor Benedek Dániel Varga Péter Biros Gábor Kis Tamás Molnár István Gergely HUN Hungria                                               | Merrill Moses Peter Varellas Peter Hudnut Jeff Powers Adam Wright Rick Merlo Layne Beaubien Tony Azevedo Ryan Bailey Tim Hutten Jesse Smith J. W. Krumpholz Brandon Brooks USA Estados Unidos                     | Denis Šefik Andrija Prlainović Živko Gocić Vanja Udovičić Dejan Savić Duško Pijetlović Nikola Rađen Filip Filipović Aleksandar Ćirić Aleksandar Šapić Vladimir Vujasinović Branko Peković Slobodan Soro SRB Sérvia |
| Feminino detalhes  | Rianne Guichelaar Simone Koot Meike de Nooy Iefke van Belkum Mieke Cabout Yasemin Smit Noeki Klein Biurakn Hakhverdian Danielle de Bruijn Ilse van der Meijden Gillian van den Berg Alette Sijbring Marieke van den Ham NED Países Baixos | Lauren Wenger Kami Craig Moriah van Norman Jessica Steffens Natalie Golda Patty Cardenas Elizabeth Armstrong Heather Petri Brenda Villa Brittany Hayes Elsie Windes Alison Gregorka Jaime Hipp USA Estados Unidos | Mia Santoromito Kate Gynther Emma Knox Taniele Gofers Rebecca Rippon Alicia McCormack Suzie Fraser Amy Hetzel Jenna Santoromito Nikita Cuffe Bronwen Knox Gemma Beadsworth Melissa Rippon AUS Austrália            |

## Quadro de medalhas
| Ordem | País               | Medalha de ouro | Medalha de prata | Medalha de bronze |   | Ordem por total |
| ----- | ------------------ | --------------- | ---------------- | ----------------- | - | --------------- |
| 1     | HUN Hungria        | 1               |                  |                   | 1 | 2               |
| 1     | NED Países Baixos  | 1               |                  |                   | 1 | 2               |
| 3     | USA Estados Unidos |                 | 2                |                   | 2 | 1               |
| 4     | AUS Austrália      |                 |                  | 1                 | 1 | 2               |
| 4     | SRB Sérvia         |                 |                  | 1                 | 1 | 2               |
| TOTAL | TOTAL              | 2               | 2                | 2                 | 6 | —               |